# Operation Shamrock

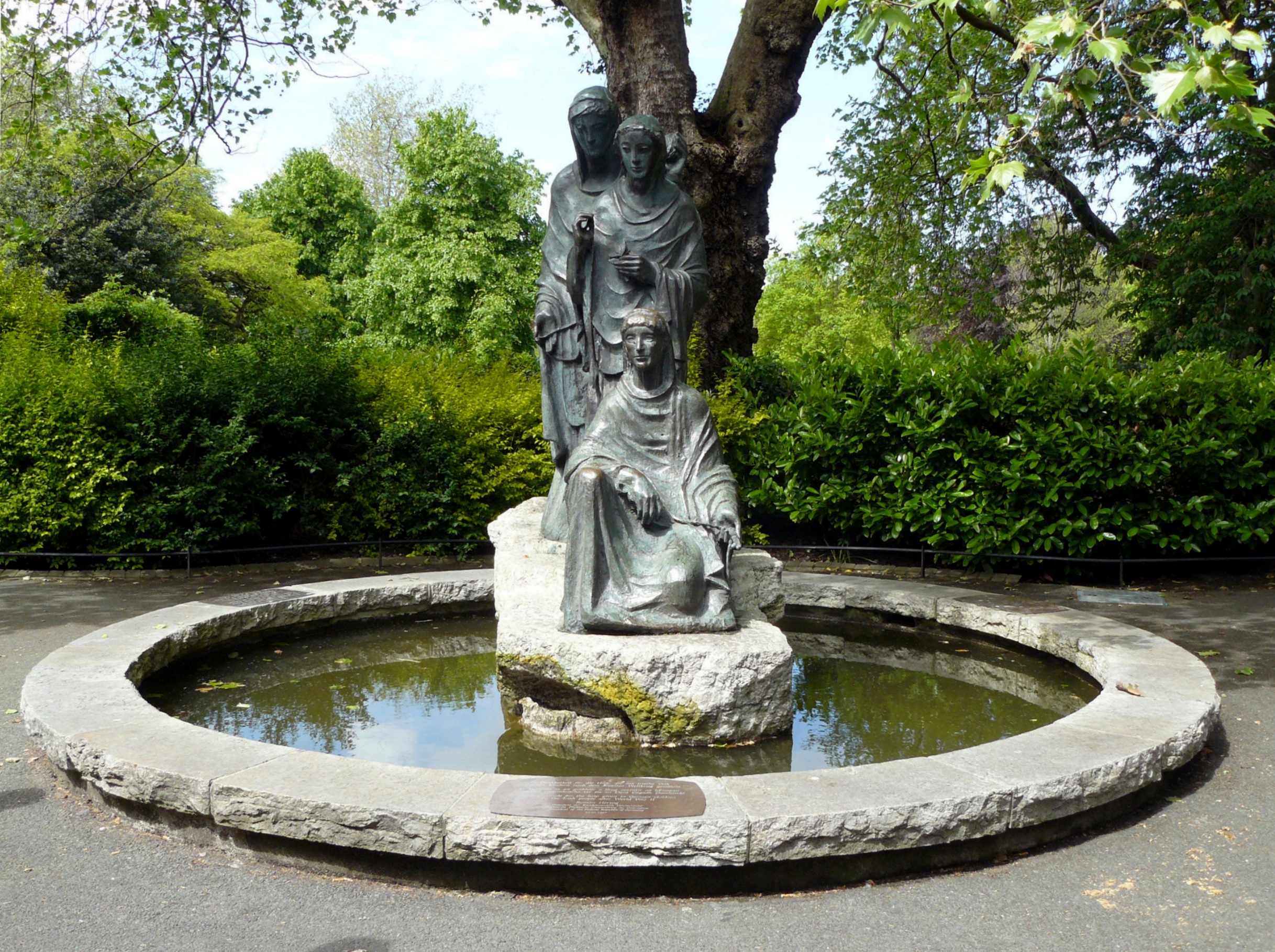
Nornenbrunnen in St. Stephen’s Green, Dublin, ein Geschenk Deutschlands als Dankeschön

Bei der Operation Shamrock handelte es sich um eine humanitäre Hilfsaktion des Irischen Roten Kreuzes in der Zeit nach dem Zweiten Weltkrieg. Dabei wurden über 1.000 deutsche, österreichische und französische Waisen oder andere hilfsbedürftige Minderjährige vor einem möglichen Hungertod gerettet.
Auf Initiative der Kinderärztin Kathleen Murphy wurde am 16. Oktober 1945 die Organisation Save the German Children Society gegründet. Sie hatte das Ziel, hungernde deutsche Kinder in irische Familien aufzunehmen. Im März 1946 erlaubte der Alliierte Kontrollrat die Hilfsaktion.
Dazu wurden die Kinder vom Roten Kreuz nach Irland gebracht, wo sie zunächst in großen Gruppen untergebracht und versorgt wurden, zum Beispiel in der ehemaligen Kaserne Glencree, 16 km südlich von Dublin. Später nahmen dann irische Familien die Kinder einzeln oder geschwisterweise auf. Die Aktion dauerte bis zu drei Jahre.
Etwa 50 der Kinder blieben auch nach dem Ende der Aktion in Irland oder kehrten dorthin zurück.
Mit dem Nornenbrunnen im Park St. Stevens Green in Dublin drückte die deutsche Bundesregierung in den Fünfzigerjahren ihre Dankbarkeit gegenüber dem irischen Volk für die Operation Shamrock aus.
1997 besuchte der damalige Bundespräsident Roman Herzog auch anlässlich des 50. Jahrestages der Operation Shamrock  Irland und traf sich mit ehemaligen Shamrock-Kindern.
Seit 2015 gab es mehrere von der Berliner Journalistin Monica Brandis initiierte Ausstellungen in deutschen Städten, die an die humanitäre Aktion des Irischen Roten Kreuzes erinnerten.

## Film
- Fernsehfilm „Irische Orangen“